# Tyr (isten)

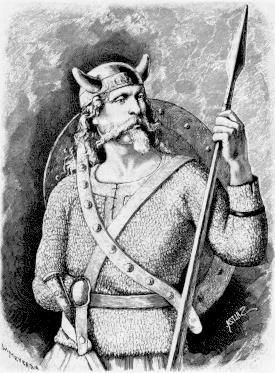
Tyr – illusztráció a verses Eddából

Tyr (Týr) vagy másképp Tíw (óangol), illetve Ziu (ófelnémet) istenség; egy áz-isten a skandináv mitológiában. Valamikor fontos szerepe lehetett, de a jelentősége lecsökkent, mire a történeteket lejegyezték. A Týr szó óskandináv nyelven „Isten”-t jelent. Az ógermán formájának rekonstrukciója „teiwaz”, később „tiwaz”. Egyik skandináv formája, a „Ti”, többek között a kedd nevében fordul elő: tisdag (svéd), illetve tirsdag (dán és norvég). Az Edda szerint Tyr néha Odin fia, néha pedig az óriás Hymir fia.  Egy 400-as évekbeli arany ivószarun Tyr látható, amint egy szörnyet etet (mint az Eddában, amikor Fenrir farkast eteti), azután leharapott kézzel ül vele szemben.

## Tyr különböző szerepei

### Tyr a prózai  Eddában
Az egyetlen monda, melyben Tyr fontos szerepet játszik, a Fenrir farkas megkötözése, akit az istenek túl veszélyesnek tartanak. Fenrirnek azt mondják az istenek, hogy játékból akarják megkötözni, s majd elengedik. Az belemegy, de biztosítékként azt követeli, hogy valamelyikük a kezét az ő szájába tegye, amire csak a bátor Tyr  mer vállalkozni. Amikor Fenrir rájön, hogy becsapták, leharapja Tyr kezét, aki ezután félkezűen kell éljen.

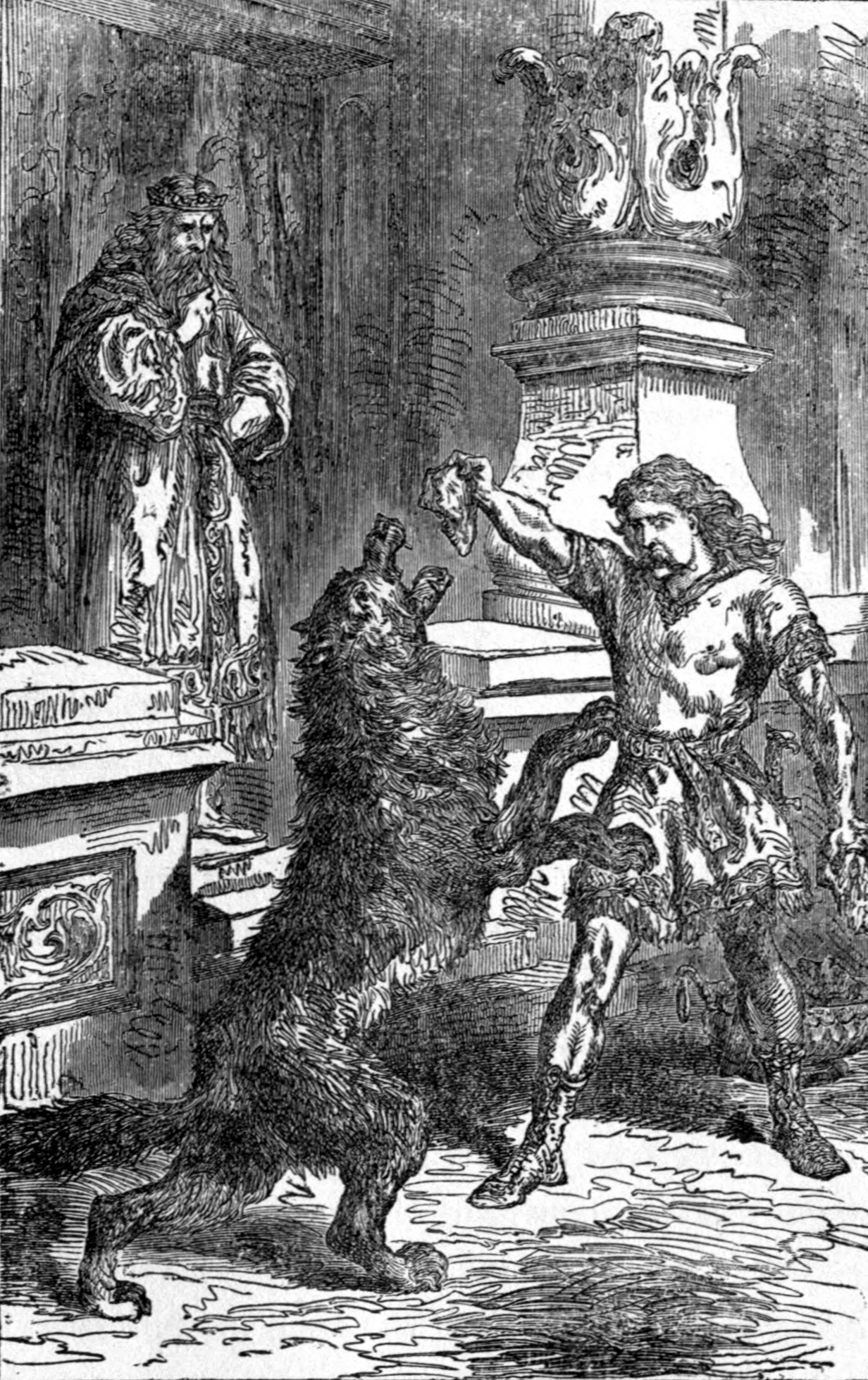
Tyr eteti Fenrirt - Huard illusztrációja, 1891

A Ragnarökben Tyr az alvilág kapuját őrző kutyával, Garmmal viaskodik, és mindketten elpusztulnak.

### Tyr a verses Eddában
Az Eddában említik Tyr óriás nagyanyját, akinek kilencszer száz feje (eredetileg 9x120=1080) van.
Ott is találták Tyr

óriás öreganyját,

ott a kilencszer

százfejű szörnyet;

de jött az anya,

aranyosruhájú,

fehérszemöldökű,

fiát sörrel kínálta.
A Loki csúfolkodása énekben (Edda), Loki azt állítja, hogy gyermeket nemzett Tyr feleségével. Sehol máshol a mondák őket nem említik.
Tartsd a szád, Tyr,

te, akinek asszonya

tőlem szült fiat:

egy tallért, egy rőf szövetet,

semmit se kaptál

kárpótlásul, szerencsétlen.
A Hymir-énekben is szerepel Tyr, és ott mondja, hogy az óriás az apja (Tandori fordításában nevelőapja), és neki van egy sörfőző üstje, amilyet az istenek akarnak szerezni maguknak.
Ott él keletre

az Élivágartól

az ég pereménél

a bölcs Hymir.

Van pompás üstje

nevelőapámnak,

nagy edény, mélye

egy egész mérföld.

### Tyr, a háború istene
A Fenrir farkas mondájából kiindulva Tyrt valamilyen harci istennek tartották, a fő jellemzői a becsület és az igazságosság. Ezt bizonyítja az is, hogy a germánok a római háború-istennel, Marssal azonosították. Az analógia tükröződik a kedd latinból származó német nevében is. (latin ’’dies Martis’’, német ’’Dienstag’’, norvég és dán ’’tirsdag’’). Tyr kezdetben a győzelem istene volt, mivel ő győzte le az ”égi farkast”.

## Fordítás
- Ez a szócikk részben vagy egészben  a   Tyr című svéd Wikipédia-szócikk fordításán alapul.  Az eredeti cikk szerkesztőit annak laptörténete sorolja fel. Ez a jelzés csupán a megfogalmazás eredetét és a szerzői jogokat jelzi, nem szolgál a cikkben szereplő információk forrásmegjelöléseként.
- Ez a szócikk részben vagy egészben  a   Týr című angol Wikipédia-szócikk fordításán alapul.  Az eredeti cikk szerkesztőit annak laptörténete sorolja fel. Ez a jelzés csupán a megfogalmazás eredetét és a szerzői jogokat jelzi, nem szolgál a cikkben szereplő információk forrásmegjelöléseként.